# Parfondeval (Orne)
Parfondeval è un comune francese di 109 abitanti situato nel dipartimento dell'Orne nella regione della Normandia.

## Società

### Evoluzione demografica
Abitanti censiti